# Iepê (kommun)
Iepê är en kommun i Brasilien.   Den ligger i delstaten São Paulo, i den södra delen av landet, 800 km söder om huvudstaden Brasília. Antalet invånare är 7 627.
Följande samhällen finns i Iepê:
- Iepê

Trakten runt Iepê består till största delen av jordbruksmark. Runt Iepê är det mycket glesbefolkat, med 7 invånare per kvadratkilometer.